# NCSP
NCSP (the NOMESCO Classification of Surgical Procedures) er den nordiske klassifikation af kirurgiske operationer.